# Pedro Díaz
Pedro José Díaz (f. 1770-1810) va ser un pintor del Virregnat del Perú.
Contemporani de José Gil de Castro i Pablo Rojas. Va rebre importants encàrrecs per a la cort del Virregnat del Perú, com per exemple el retrat del Virrey Fernando d'Abascal i en 1804 el retrat del Virrey José Gabriel d'Avilés.
Entre les seves obres es distingeixen "Santa Cecilia", "David tocant l'arpa", "La Crucifixió amb Sant Francesc i Sant Domènec "Sant Francesc Solà i Santa Rosa amb el nen", totes demostren el caràcter religiós de la seva temàtica. El tractament del detall rep especial atenció per part de l'artista, exemples que es poden veure en els elements que integren el fons dels seus quadres.